# Маркетти, Федерико
Федери́ко Марке́тти (итал. Federico Marchetti; род. 7 февраля 1983, Бассано-дель-Граппа, Италия) — итальянский футболист, вратарь. Выступал за сборную Италии.

## Клубная карьера
Воспитанник «Торино» Маркетти так и не получил шанса закрепиться в составе «гранатовых», и в течение 5 лет Федерико постоянно сдавался в аренды клубам второго, третьего и четвёртого дивизионов. В сезоне 2006/07 трансфер вратаря выкупил клуб Серии B «Альбинолеффе». В бергамском клубе вратарь закрепился и стал номером один, вытеснив Ачербиса и Козера. К тому же «Альбинолеффе» едва не пробился в компанию сильнейших, проиграв лишь в матчах плей-офф «Лечче».
Перед началом сезона 2008/09 Федерико был отдан в аренду в «Кальяри». Дебютировал Маркетти за новую команду 31 августа 2008 года в матче 1-го тура Серии A против «Лацио». Он отыграл весь матч и пропустил 4 мяча. Всего в сезоне 2008/09 Маркетти сыграл 35 матчей и пропустил 41 гол, а «красно-синие» выкупили игрока за 5 млн евро. В сезоне 2009/10 он провёл 33 матча и пропустил 48 голов.
После чемпионата мира 2010 Федерико выразил желание покинуть «Кальяри», за что руководство команды, не сумевшее выгодно продать голкипера, отстранило его от тренировок. В октябре 2010 года Маркетти подал в суд на «Кальяри», желая таким образом расторгнуть контракт с клубом. Спустя несколько месяцев Федерико осуществил своё желание и покинул клуб.
В июне 2011 года Маркетти стал игроком римского «Лацио», где был призван заменить покинувшего команду Фернандо Муслеру. 18 августа 2011 года дебютировал за «орлов» в домашнем матче квалификационного раунда Лиги Европы 2011/12 против македонского клуба «Работнички». Новый этап карьеры начался для вратаря удачно. Его взаимодействие с игроками обороны и многочисленные сейвы позволили «Лацио» в сезоне 2011/12 финишировать на 4 месте и снова квалифицироваться в Лигу Европы. В сезоне 2012/13 Маркетти также стал одним из героев команды, сохранив свои ворота «сухими» в историческом финале Кубка Италии против «Ромы». Сильные выступления позволили Федерико вновь получить вызов в сборную Италии. Позиции вратаря в команде пошатнулись в сезоне 2014/15, когда у игрока началась целая череда травм, что вкупе с уверенной игрой второго голкипера «бьянкочелести» Этрита Бериши заставило тренерский штаб и руководство клуба задуматься о пересмотре роли Маркетти как основного стража ворот. Сезон 2015/16 прошёл для футболиста более-менее ровно, но уже в следующей кампании он потерял место в основе, уступив его молодому голкиперу Томасу Стракоше, после чего летом 2017 года был выставлен на трансфер.

## Карьера в сборной
Дебютировал за «скуадру адзурру» 6 июня 2009 года в товарищеском матче против Северной Ирландии. 11 мая попал в заявку команды на Чемпионат мира 2010 в ЮАР. 14 июня в матче ЧМ против сборной Парагвая вышел на замену после перерыва вместо Джанлуиджи Буффона. Вошёл в заявку сборной на Кубок конфедераций 2013, но на поле не провёл ни минуты. Однако участившиеся травмы Маркетти и непоколебимые позиции опытного Буффона не позволили игроку в полной мере проявить себя в главной команде. Федерико продолжал получать вызовы в сборную до 2016 года, но на данный момент последним проведённым им в футболке национальной команды матчем является встреча со сборной Армении (2:2) 15 октября 2013 года в рамках квалификации на Чемпионат мира 2014.

## Достижения
«Лацио»
- Обладатель Кубка Италии: 2012/13

## Статистика за сборную Италии
| №  | Дата            | Место                    | Оппонент          | Счёт | Пропущенные голы | Соревнование            |
| 1  | 6 июня 2009     | Пиза, Италия             | Северная Ирландия | 3:0  | —                | Товарищеский матч       |
| 2  | 14 октября 2009 | Парма, Италия            | Кипр              | 3:2  | 2                | Отборочный матч ЧМ 2010 |
| 3  | 18 ноября 2009  | Чезена, Италия           | Швеция            | 1:0  | —                | Товарищеский матч       |
| 4  | 3 марта 2010    | Монако                   | Камерун           | 0:0  | —                | Товарищеский матч       |
| 5  | 5 июня 2010     | Женева, Швейцария        | Швейцария         | 1:1  | 1                | Товарищеский матч       |
| 6  | 14 июня 2010    | Кейптаун, ЮАР            | Парагвай          | 1:1  | —                | Чемпионат мира 2010     |
| 7  | 20 июня 2010    | Нелспрейт, ЮАР           | Новая Зеландия    | 1:1  | 1                | Чемпионат мира 2010     |
| 8  | 24 июня 2010    | Йоханнесбург, ЮАР        | Словакия          | 2:3  | 3                | Чемпионат мира 2010     |
| 9  | 11 июня 2013    | Рио-де-Жанейро, Бразилия | Республика Гаити  | 2:2  | 2                | Товарищеский матч       |
| 10 | 14 августа 2013 | Рим, Италия              | Аргентина         | 1:2  | —                | Товарищеский матч       |
| 11 | 15 октября 2013 | Неаполь, Италия          | Армения           | 2:2  | 2                | Отборочный матч ЧМ 2014 |

Итого: 11 матчей / 11 голов пропущено; 3 победы, 6 ничьих, 2 поражения.
(откорректировано по состоянию на 2 августа 2015)